# Баранов, Александр Андреевич (Герой Социалистического Труда)
Александр Андреевич Баранов (21 сентября 1902, станица Михайловская, Армавирский отдел, Кубанская область — 7 февраля 1981, станица Михайловская, Курганинский район, Краснодарский край) — председатель колхоза имени Ленина Курганинского района Краснодарского края. Герой Социалистического Труда (1948).

## Биография
Родился в 1902 году в крестьянской семье в станице Михайловская. Окончил реальное училище. С 1921 года — начальник налогового стола Михайловского сельсовета. С начала 1930-х годов — бухгалтер колхоза имени Ленина Курганинского района. После начала Великой Отечественной войны руководил эвакуацией колхозного скота в горную местность Краснодарского края в партизанскую ставку. Во время оккупации находился в партизанском отряде. После освобождения Курганинского района избран председателем колхоза имени Ленина Курганинского района.
В 1947 году колхоз имени Ленина собрал высокий урожай зерновых, сдав государству в среднем по 32,3 центнера пшеницы с каждого гектара на участке площадью 40,5 гектаров. Указом Президиума Верховного Совета СССР от 24 февраля 1948 года «за получение высоких урожаев пшеницы в 1947 году» удостоен звания Героя Социалистического Труда с вручением Ордена Ленина и золотой медали Серп и Молот.
С середины 1950-х годов — главный бухгалтер в колхозе имени Ленина Курганинского района.
После выхода на пенсию проживал в станице Михайловская Курганинского района, где скончался в феврале 1981 года.

## Награды
- Золотая медаль «Серп и Молот» (24.02.1948)
- Орден Ленина (24.02.1948)
- Медаль «За победу над Германией в Великой Отечественной войне 1941—1945 гг.»
- Медаль «За доблестный труд в Великой Отечественной войне 1941—1945 гг.»
- Медаль «В ознаменование 100-летия со дня рождения Владимира Ильича Ленина»
- Медаль  «Двадцать лет Победы в Великой Отечественной войне 1941—1945 гг.»
- Знак «25 лет победы в Великой Отечественной войне»
- Медаль «Тридцать лет Победы в Великой Отечественной войне 1941—1945 гг.»
- Медаль «Ветеран труда»
- Юбилейная медаль «50 лет Вооружённых Сил СССР»
- Юбилейная медаль «60 лет Вооружённых Сил СССР»
- Медаль ВДНХ